# Филип Озобич
Филип Озобич (хорв. Filip Ozobić, нар. 8 квітня 1991, Беловар, СФРЮ) — хорватський футболіст, півзахисник.
Виступав, зокрема, за клуб «Спартак» (Москва), а також національну збірну Хорватії.

## Клубна кар'єра
У дорослому футболі дебютував 2008 року виступами за команду клубу «Спартак» (Москва), в якій провів п'ять сезонів, взявши участь лише у 2 матчах чемпіонату.
Згодом з 2012 по 2016 рік грав у складі команд клубів «Хайдук» (Спліт) та «Славен Белупо».
До складу клубу «Габала» приєднався 2016 року.
До складу клубу «Карабах» приєднався 2018 року.
30 червня 2023 рок,у Озобич підписав дворічнуи угоду з клубом «Нефтчі» (Баку). 24 червня 2025 року контракт Озобича з «Нефтчі» завершився і не був продовжений, тож він залишив клуб.

## Виступи за збірні
2006 року дебютував у складі юнацької збірної Хорватії, взяв участь у 43 іграх на юнацькому рівні, відзначившись 8 забитими голами.
Протягом 2008—2011 років залучався до складу молодіжної збірної Хорватії. На молодіжному рівні зіграв у 15 офіційних матчах.
2017 року дебютував в офіційних матчах у складі національної збірної Хорватії.

## Досягнення
- Володар Кубка Хорватії (1):

«Хайдук»: 2012-13
- Чемпіон Азербайджану (4):

«Карабах»: 2018-19, 2019-20, 2021-22, 2022-23
- Володар Кубка Азербайджану (1):

«Карабах»: 2021-22
- Найкращий бомбардир чемпіонату Азербайджану (1):

«Габала»: 2016-17 (11 голів)